# سیارک ۱۷۵۲۰۸
سیارک ۱۷۵۲۰۸ (به انگلیسی: 175208 Vorbourg، نامگذاری:2005GA14) صد و هفتاد و پنج هزار و دویست و هشتمین سیارک کشف شده‌است که در ۱ آوریل ۲۰۰۵ کشف شد.